# Luca Lombardi
Luca Lombardi (* 24. Dezember 1945 in Rom) ist ein italienisch-israelischer Komponist.

## Leben
Luca Lombardi besuchte ab 1955 die deutsche Schule in Rom. Nach einem Klavier- und Kompositionsstudium in Rom, Florenz, Wien, Köln und Berlin promovierte Luca Lombardi an der Universität Rom. 1966 bis 1972 lebte er in Köln und studierte dort in den Kölner Kursen für Neue Musik mit Karlheinz Stockhausen, Henri Pousseur, Mauricio Kagel, Dieter Schnebel, und Frederic Rzewski. An der Hochschule für Musik Köln studierte er bei Bernd Alois Zimmermann. 1973 ging er als Meisterschüler von Paul Dessau nach Berlin (Ost), wo er auch Kontakte zu Heiner Müller, Friedrich Goldmann und zur Gruppe Neue Musik Hanns Eisler knüpfte. Von 1973 bis 1993 war er an den Konservatorien von Pesaro und Mailand als Dozent für Komposition tätig, seither arbeitet er freischaffend. 
Lombardi ist Mitglied der Berliner Akademie der Künste und der Bayerischen Akademie der Schönen Künste in München. Im Jahr 2008 erwarb Lombardi die israelische Staatsbürgerschaft; er lebt zeitweise in Rom sowie in Tel Aviv. Seine starke Abneigung gegen den Antisemitismus findet auch in seinen Werken ihren Ausdruck (z. B. im Streichquartett WARUM?, komponiert für Robert Schumanns 200. Geburtstagsjubiläum). Er spricht und komponiert in verschiedenen Sprachen wie italienisch, deutsch, hebräisch und englisch, und arbeitet zurzeit an seiner fünften Oper, Eine Frau flieht vor einer Nachricht nach einem Roman von David Grossman.

## Werke (Auswahl)
Musiktheater
- Faust. Un travestimento (Text: Edoardo Sanguineti, nach Goethe)
- Dmitri, oder: Der Künstler und die Macht (Libretto: Hans-Klaus Jungheinrich, über Dmitri Dmitrijewitsch Schostakowitsch)
- Prospero (nach William Shakespeare The Tempest)
- Il re nudo (Libretto: Sandro Cappelletto, nach Jewgeni Schwarz und Motiven von Hans Christian Andersen)

Orchesterwerke (auch mit Vokalsolisten)
- Atropos, für Orchester(1991)
- Aubade. Omaggio a Henze, für Orchester (2001)
- Canzone für Kammerorchester (1975)
- Concerto für Viola und Orchester (1995)
- Con Faust, für Orchester (mit Chor ad libitum) (1987–90)
- Due canzoni napoletane, für Stimme und Orchester (2000)
- Due ritratti, für Orchester (1987–88)
- Framework, für zwei Klaviere und Orchester (1982–83)
- Italia mia, für Erzähler, Mezzosopran, Bassbariton und Orchester, Texte: Dante, Petrarca, Leopardi, Quasimodo, Pasolini, Violante, Lombardi (2011)
- La notte di San Silvestro, für Orchester (1983–84)
- La notte di Valpurga (Walpurgisnacht), für Orchester (mit Chor ad libitum) (1991)
- Lucrezio. Un oratorio materialistico. Parte prima: natura, für Erzähler, Sopran, Flöte und Orchester (1998)
- Lucrezio. Un oratorio materialistico. Parte seconda: amore, für Erzähler, Sopran, Bariton und 12 Instrumente (2002)
- Mare, für Orchester (2012)
- Mythenasche, für Sopran, Bariton, Chor und Kammerorchester (1980–81)
- Nel tuo porto quiete. Un requiem italiano, für Sopran, Bass, Chor und Orchester (1985)
- Non requiescat. Musica in memoria di Hanns Eisler, für Kammerorchester (1973)

Instrumentalmusik
- Warum? Secondo quartetto per archi (2006)

Vokalmusik (a cappella)
- Alle fronde dei salici, für 12 Stimmen (1977)
- Ariel’s Songs, für zwei Soprane, Mezzosopran und Alt (2002–03)
- Canto di Eros, für fünf Stimmen (Sopran, Mezzosopran, Countertenor, Tenor, Bassbariton) (1986)
- E subito riprende il viaggio, für fünf Stimmen (zwei Soprane, zwei Tenöre, ein Bariton) (1979–80)
- Giocate al giuoco mio, grassi giganti, für Kinderchor (1992)
- Hasta que caigan las puertas del odio, für 16 Stimmen (je 4 SATB) (1977)
- Madrigale di Tommaso Campanella, op. 6 für Männerchor a cappella (1965)

Vokalmusik mit Instrumenten (Auswahl)
- Ophelia-Fragmente, für Sopran und Klavier (1982)
- Senza titolo (due pezzi), für Sopran und Klavier (1972)
- La canzone di Greta, für Sopran und Streichquartett (1987), basierend auf dem Schubert-Lied "Gretchen am Spinnrade"
- Ein Lied, für Sopran, Flöte, B-Klarinette und Klavier (1988), Text: Else Lasker-Schüler
- Due canti, für Bariton und Klavier (1992)
- Yedid Nefesh. Canti di amore e di assenza, für Mezzosopran und Gitarre (1994–1996), auch mit Kammermusikensemble

Elektronische Musik
- Analisi, für 3 Synthesizer (1973)
- Diagonal, für 2 Transistorradios (1968)
- Nixon, für Stimme und Synthesizer (1972)
- Sinus (1970)
- Stufen (1968–69)